# Airon Barreto
Airon Barreto de Lacerda é um ilustrador e animador brasileiro.

## Biografia
Inicio a carreira como animado no estúdios de Ruy Perotti, logo depois foi trabalhar nos Estúdios Mauricio de Sousa, onde foi diretor de planejamento e desenhista de storyboard. Trabalhou nas revistas Info Exame, Vip, Querida, O Pasquim 21 e nos sitesCharges.com.br, Releituras (onde ilustrou texto de Rubem Alves) e Isto É Online. Em 2010, lançou a animação Vegana.

## Premiações
- Troféu HQ Mix - Melhor Cartunista.[3]